# Daniel Maceira
Daniel Maceira (Buenos Aires, Argentina, 6 de febrero de 1963) es un economista argentino especializado en economía de la salud y organización industrial. Es Ph.D. en Economía por la Universidad de Boston. Actualmente, es Profesor Titular de la Cátedra de Organización Industrial en la Facultad de Ciencias Económicas de la Universidad de Buenos Aires (UBA), Investigador Independiente de la Carrera de Investigador del Consejo Nacional de Investigaciones Científicas y Técnicas (CONICET), Investigador Titular del Centro de Estudios de Estado y Sociedad (CEDES), y Director del MBA en Salud de la Universidad de San Andrés (UdeSA). Además, participa como docente en diversas maestrías en políticas públicas en universidades argentinas.
A lo largo de su carrera, Maceira ha trabajado con múltiples organizaciones internacionales, como la Organización Mundial de la Salud (OMS), el Banco Mundial, la Fundación Gates, UNICEF, y la Comisión Económica para América Latina y el Caribe (CEPAL), entre otras. Ha desarrollado investigaciones y programas de asistencia técnica en países en desarrollo, con un enfoque especial en América Latina y el Caribe.

## Biografía
Daniel Maceira nació en Buenos Aires, Argentina, el 6 de febrero de 1963. Es Licenciado en Economía por la Universidad de Buenos Aires (UBA) y obtuvo una maestría en Economía en la Universidad Torcuato Di Tella (UTDT). Posteriormente, completó su Ph.D. en Economía en la Universidad de Boston, con especialización en economía de la salud y organización industrial.
Ha desempeñado un papel fundamental en el desarrollo de políticas de salud pública en América Latina, colaborando con organismos internacionales y gobiernos. Su trabajo se ha centrado en la mejora de los sistemas de salud y el análisis de políticas públicas relacionadas con el sector.

## Carrera académica y profesional
Maceira es Profesor Titular de la Cátedra de Organización Industrial en la Facultad de Ciencias Económicas de la UBA, donde enseña desde 2005. Además, es Investigador Independiente en CONICET y, desde 2002, es Investigador Titular del CEDES, una de las principales instituciones de investigación en Argentina. Es Director del MBA en Salud de la Universidad de San Andrés, donde ha diseñado programas de formación en políticas de salud y gestión sanitaria.
Desde 2016, Maceira ha sido miembro del Board de Health Systems Global (HSG), la sociedad internacional en sistemas y servicios de salud, y hasta octubre de 2024 ocupó la Silla de las Américas en dicha organización. Su trabajo en HSG ha sido fundamental en la promoción de la cooperación internacional en sistemas de salud.
En su carrera, Maceira ha colaborado en numerosos proyectos de investigación y programas de asistencia técnica en países en desarrollo, con un enfoque especial en América Latina y el Caribe. Su labor incluye tanto el diseño de políticas públicas como la implementación de intervenciones en sistemas de salud.

## Publicaciones
Daniel Maceira es autor de numerosos trabajos de investigación y publicaciones en revistas especializadas nacionales e internacionales. Algunas de sus publicaciones más destacadas incluyen:
- Maceira, D., Topp, S.M. "The puzzle of intersectoral collaboration and health. Revisiting implementation research", *Health Policy and Planning*, Volume 39, Issue Supplement_2, November 2024, Pages i1–i3. [1]
- Maceira, D., Quintero, R.E.P., Suarez, P. et al. "Primary health care as a tool to promote equity and sustainability; a review of Latin American and Caribbean literature", *International Journal for Equity in Health*, 23, 91 (2024). [2]
- Maceira, D., "Acceptability and continuation of use of the subdermal contraceptive implant among adolescents and young women in Argentina: a retrospective cohort study", *Sexual and Reproductive Health Matters*, Vol. 31, No. 1, 2023. [3]
- "A multinational Delphi consensus to end the COVID-19 public health threat", *Nature*, 2022. [4]
- Maceira, D., "América Latina y el Caribe. Equidad y Calidad ante el Desafío de la Fragmentación", *Revista de Salud Pública*, Universidad de Antioquia, (en prensa). [5]
- Maceira, D., "Reducing the Equity Gap in Child Health Care and Health System Reforms in Latin America", *International Journal for Equity in Health*, 2022, 21:29. [6]
- "Health financing in response to COVID-19: An agenda for research", *Health Systems Global*, 2020. [7]

## Colaboraciones y organismos internacionales
A lo largo de su carrera, Daniel Maceira ha colaborado con una amplia variedad de organizaciones internacionales, incluyendo:
- Centro Internacional para el Desarrollo de la Investigación (IDRC) de Canadá
- UNICEF
- Bill & Melinda Gates Foundation
- Organización Mundial de la Salud (OMS)
- Organización Panamericana de la Salud (OPS)
- Banco Interamericano de Desarrollo (BID)
- Banco Mundial
- Comisión Económica para América Latina y el Caribe (CEPAL)
- Programa de las Naciones Unidas para el Desarrollo (PNUD)
- Agencia Estadounidense para el Desarrollo Internacional (USAID)
- Global Alliance for Vaccines and Immunization (GAVI Alliance)

## Reconocimientos y distinciones
A lo largo de su carrera, Maceira ha recibido varios premios y reconocimientos, entre ellos:
- Miembro del Board de Health Systems Global desde 2016.
- Chair para Las Américas de Health Systems Global, hasta octubre de 2024.
- Reconocimientos por su trabajo en políticas públicas y salud en América Latina y el Caribe.